# 飯島恵喜
飯島 恵喜（いいじま けいき、1938年5月16日 - ）は、日本の陸上競技選手。専門はハードル。1950年代から1960年代にかけて活躍し、400mハードルの日本記録を保持していた。
1964年東京オリンピックで男子400メートルハードルに出場した。

## 経歴
千葉県海上郡旭町（現在の旭市）出身。千葉県立銚子商業高等学校在学中の1956年（昭和31年）、第11回国民体育大会（神戸市）で110mハードルに出場し優勝。
早稲田大学に進む。1960年（昭和35年）には、日本陸上競技選手権大会400mハードルで優勝するなどの成績をおさめ、ユニバーシアード陸上競技大会（ブルガリア）に出場した。
1961年、早稲田大学教育学部を卒業し、大昭和製紙に入社。1962年（昭和37年）4月29日、静岡陸上競技選手権大会の400mハードルで優勝（52秒0	、日本記録）。
1962年（昭和37年）7月13日、アジア大会選手選考会で400mハードルを51秒1の日本記録で優勝。1962年アジア競技大会（ジャカルタ）では400mハードルで銀メダル。1964年東京オリンピックでは400mハードルに出場。